# Едуард Колмановски
Едуард Савелиевич Колмановски е съветски композитор. Народен артист на СССР (1991). Лауреат на Държавната награда на СССР (1984).

## Биография
Роден е на 9 януари 1923 г. в Могильов (сега в Беларус), в еврейско семейство. Баща му Савелий Колмановски, студент, умира от скарлатина през 1925 г. Майка му и детето оставят да живеят при семейството на покойния баща в Москва и по-късно тя се омъжва повторно за по-големия му брат, Александър Колмановски.
От 1936 до 1941 г. Едуард Колмановски учи в музикалното училище „Гнесини“ в Москва при О. Гнесина (фортепиано), Е. Меснер и Ф. Витачек (композиция). През 1945 г. завършва композиция в Московската консерватория в класа на В. Я. Шебалин.
От 1947 до 1952 г. е главен редактор на музикалното предаване на Всесъюзното радио.
Започва творческата си дейност през 1943 г. Създава над двеста песни (по стихове на К. Ваншенкин, Е. Долматовски, Е. Евтушенко, М. Л. Матусовски, Л. Ошанин, И. Шаферан и др.), някои от които добиват голяма популярност: „Я люблю тебя, жизнь“ (текст Ваншенкина, по молба на Марк Бернес и изпълнена от него, 1958), „Хотят ли русские войны“ (текст Е. Евтушенко, пръв изпълнител Марк Бернес, 1961) и др.
Написал е музика за много драматични спектакли („Дванадесета нощ“ от У. Шекспир, „Стари приятели“ от Л. А. Малюгин, „Манастир“ от В. А. Диховични и М. Р. Слободской, „Том Кенти“ от С. В. Михалков, „Голият крал“ от Е. Л. Шварц, „Стаманяри“ от Г. К. Бокарев и др.), за музикалната комедия „О, този Вронски“ (1976 г.) и музикалната приказна опера „Снежанка“ (1965), както и за много филми, анимационни филми, телевизионни филми, радиопредавания и инструментални пиеси. Автор е на големи оркестрови произведения, включително четири сюити: „Лирични“ (1945), на гръцки теми (1948), „Славянски“ (1950) и от музиката към комедията на Уилям Шекспир „Дванадесета нощ“ (за солисти и симфоничен оркестър, 1956), както и концерт за виола (1945), романси към текстове на М. Ю. Лермонтов, А. С. Пушкин, Р. Бърнс (за глас и пиано) и пиеси за естраден оркестър.
В началото на 70-те години той е член на журито на популярния телевизионен конкурс „Здравейте, търсим талант!“.
Живее в жилищната кооперация на Съюза на композиторите на Газетный переулок № 13 в Москва.
Умира на 27 юли 1994 г. в Москва. Погребан е на Введенското гробище (секция 8).

## Награди и титли
- Заслужил артист на Бурятската АССР (1963 г.)
- Заслужил артист на РСФСР (16 януари 1974 г.)
- Народен артист на РСФСР (28 януари 1981) [ 17 ]
- Народен артист на СССР (15 май 1991)[1]
- Държавна награда на СССР (1984) – за песни от последните години